# Autorité administrative indépendante en France
Pour les articles homonymes, voir Autorité (homonymie) et AAI.
Les autorités administratives indépendantes (AAI) sont, selon le Conseil d’État, des « organismes administratifs qui agissent au nom de l'État et disposent d'un réel pouvoir, sans pour autant relever de l'autorité du gouvernement ».
Le terme d'autorité administrative indépendante est utilisé pour la première fois en 1978 à l'occasion de l'examen du projet de loi relatif à l'informatique, aux fichiers et aux libertés qui a créé la Commission nationale de l'informatique et des libertés (CNIL). Ce terme est ensuite consacré par la jurisprudence du Conseil constitutionnel dans sa décision du 26 juillet 1984.
Devant la diversité de ces organismes, la loi no 2017-55 du 20 janvier 2017, portant statut général des autorités administratives indépendantes et des autorités publiques indépendantes, a précisé le statut juridique et a établi des règles d'organisation et de fonctionnement communes à l'ensemble de ces autorités.
Elle a restreint le nombre d'autorités indépendantes (24 au lieu d'une quarantaine) et créé, au sein de cette catégorie, les autorités publiques indépendantes.
La liste des autorités administratives indépendantes et des autorités publiques administratives figure en annexe de la loi.
Cette loi fixe à son annexe la liste des 16 autorités administratives indépendantes et 8 autorités publiques indépendantes.

## Caractérisation
En France, la notion d'autorité administrative indépendante (AAI) est apparue dans les années 1970, sans être clairement définie à l'époque par la loi ni la jurisprudence.
Ces structures résultent le plus souvent du mouvement d'agencification, issu de la doctrine anglo-saxonne de la nouvelle gestion publique: il s'agit de passer d'une société rigoureusement administrée à une société dans laquelle l’État donne davantage de liberté d’action aux agents économiques.
La plupart des États modernes disposent d'autorités administratives indépendantes ou d'équivalents : agences indépendantes ou agences régulatrices (en) (regulatory agencies ou independant regulatory commissions) aux États-Unis, quangos (quasi non-governmental organisation ou « organisation quasi-non gouvernementale ») dans les pays du Commonwealth, etc.

### Autorité
Une autorité administrative indépendante peut prendre des décisions exécutoires, ce qui la distingue de l'administration consultative, qui ne donne que des avis. Néanmoins, une autorité administrative indépendante peut posséder également des compétences juridictionnelles et consultatives, comme la Commission bancaire.
Le pouvoir réglementaire qui peut être attribué à certaines AAI pourrait venir concurrencer celui du Premier ministre, il doit donc être selon le Conseil constitutionnel limité à un domaine précis. Son pouvoir ne s’apparente pas à un pouvoir réglementaire autonome mais au seul pouvoir d’exécution des lois, et il est de plus utilisé dans un but de régulation. Cette notion de régulation manifeste la volonté pédagogique des AAI qui veulent échapper au vocabulaire du contentieux mais cache souvent de vraies décisions administratives.

### Administrative
Selon le rapport du sénateur Gélard sur les AAI, la nature administrative de celles-ci signifie que, si celles-ci ne sont pas soumises à un pouvoir hiérarchique ministériel, elles agissent cependant au nom de l'État et engagent sa responsabilité. En outre, d'après ce même rapport, « le mode de désignation de nombreux membres de ces autorités, qui fait appel aux autorités politiques (président de la République, présidents des assemblées, Premier ministre, ministres) et aux plus hautes autorités juridictionnelles, contribue également à leur donner un caractère administratif ».
La plupart des autorités administratives indépendantes en France font généralement partie intégrante de l’État et ne sont pas des établissements publics dotés de la personnalité morale. En conséquence elles n'ont le plus souvent pas de patrimoine, ne peuvent agir en justice, ni conclure un contrat.
Toutefois, la loi peut leur donner certains éléments de la personnalité comme le pouvoir de recruter leurs agents ou une autonomie financière qui résulte du fait que les dispositions de la loi du 10 août 1922 relative à l'organisation du contrôle des dépenses engagées ne leur sont pas applicables. Le critère de la personnalité morale fait donc l'objet d'un débat : par exemple, l'Autorité des marchés financiers, définie comme autorité publique indépendante par l'article 2 de la loi du 1er août 2003 de sécurité financière, est souvent considérée comme une AAI, mais possède la personnalité morale.[pas clair]

### Indépendante
Bien qu’à l’intérieur de l'État, « l'indépendance de l'autorité implique d'abord l'absence de toute tutelle ou pouvoir hiérarchique à son égard de la part du pouvoir exécutif. Une AAI ne reçoit ni ordre, ni instruction du gouvernement ». Cette indépendance est voulue par l'État pour offrir une crédibilité et une légitimité à ces organismes évoluant dans des domaines sensibles ou soumis à des changements économiques et juridiques importants tels que les processus de déréglementation et d'ouverture à la concurrence.
Cette indépendance s'entend sur deux plans :
- indépendance vis-à-vis du pouvoir politique. En effet, la tâche de régulation de certains secteurs sensibles ou sujets à des changements économiques ou juridiques n'est pas compatible avec une gestion politique des dossiers ;
- indépendance vis-à-vis des acteurs ou des entreprises du secteur concerné. Il s'agit ici d'éviter le phénomène de capture du régulateur par certains intérêts afin de maintenir une capacité impartiale d'arbitrage et de régulation. De surcroît, dans le cas de la régulation économique de certains secteurs, la création d'une AAI tient à la nécessité de séparer la fonction de régulateur de la fonction d'actionnaire réunies au sein de l'État dans un secteur que l'on a ouvert à la concurrence, mais où la place dominante reste occupée par une entreprise publique dont l'État détient encore la majorité des parts. C'est le cas par exemple de l'énergie avec les entreprises EDF et GDF-SUEZ (Engie). Au regard de cette seconde exigence, la loi française reste néanmoins lacunaire. Mme Marie-Anne Frison-Roche relève ainsi que les lois relatives aux AAI « surabondent en dispositifs pour protéger les autorités administratives indépendantes contre l'intrusion du Gouvernement mais, d'une part, les rapprochent relativement peu du Parlement et, d'autre part, les protègent relativement peu de la mission des entreprises ou groupes de pression concernés par leur action »[9].

Cette indépendance se traduit ensuite :
- dans la composition de l'autorité, généralement collégiale. Les membres du collège bénéficient en outre d'un mandat irrévocable. Le Conseil d'État a retenu cette exigence même en l'absence de texte[12] ;
- par une indépendance fonctionnelle, dont le Conseil d'État estime qu'elle tient davantage à l'adéquation des moyens de chaque autorité à ses missions qu'à l'attribution de ressources propres[9].

## Histoire

### Rapport du Parlement
René Dosière, député apparenté PS, et Christian Vanneste, député UMP, ont été chargés par le Comité d'évaluation et de contrôle de l'Assemblée nationale, présidé par Bernard Accoyer, de rédiger un rapport sur les autorités administratives indépendantes (AAI).
Les autorités administratives indépendantes — une quarantaine d’organismes aussi divers que la Cnil ou le CSA — doivent faire l’objet de « certains regroupements » et d’une maîtrise de leurs dépenses, préconise un rapport parlementaire publié le 28 octobre 2010.
L’utilité de ces AAI est « désormais démontrée » et il convient de « garantir » leur indépendance en les mettant « sous la protection du Parlement » pour qu’elles deviennent « un outil essentiel de perfectionnement de notre République », soulignent les auteurs.
Pour autant, il y a « trop d’AAI en France » et il faut « cesser cette course à l’échalote » (une création par an). Ils proposent donc de procéder à des regroupements, comme celui qui a donné naissance en 2003 à l’Autorité des marchés financiers (AMF).
MM. Dosière et Vanneste prônent ainsi de réunir les quatre AAI chargées de la surveillance de la vie politique au sein d’une « Haute Autorité de la transparence de la vie politique » dont la compétence s’étendrait au redécoupage électoral.
Déplorant « le manque de transparence » sur les moyens alloués aux AAI, le rapport épingle l’augmentation de leurs effectifs (+16,8 % en trois ans) et de leurs crédits consommés (+27,4 % en trois ans), des chiffrages « sans doute sous-évalués ».
Les députés mettent l’accent sur « un point noir », l’immobilier, avec une surface par agent « supérieure de près de 50 % » à celle arrêtée pour les administrations. Ils soulignent la cherté des loyers, pointant en particulier la Haute Autorité de lutte contre les discriminations et pour l'égalité.
En 2014, le sénateur Patrice Gélard (UMP), à la demande du Sénat (à majorité PS), a estimé qu'entre 2006 et 2014 le bilan est négatif, que le nombre d'AAI croit et n'est pas clairement identifié, que le cas de fusion du Défenseur des droits est l'arbre qui cache la forêt, et qu'aucune définition ni statut général n'a été adopté par le Parlement.

### Évolutions
Les regroupements attendus ont eu lieu. « Médiateur de la République », « Défenseur des enfants », « Halde » et « Commission nationale de déontologie de la sécurité » ne forment qu'une AAI : « Défenseur des droits ». Si certaines AAI sont en cours de suppression en raison de leur inutilité, d'autres ont encore été créées récemment[Quand ?] (par exemple la Haute Autorité pour la transparence de la vie publique, créée par la loi no 2013-907 du 11 octobre 2013 relative à la transparence de la vie publique à la suite de l'affaire Cahuzac).
La loi du 20 janvier 2017 a restreint le nombre d'autorités indépendantes (24 au lieu d'une quarantaine) et créé, au sein de cette catégorie, les autorités publiques indépendantes (API).
La liste des autorités administratives indépendantes (AAI) et des API figure en annexe de la loi.

## Statut

### Composition et fonctionnement
Leur composition est le plus souvent collégiale, sous l'autorité d'un président élu en leur sein ou nommé, mais elles peuvent être représentées par un individu, comme dans le cas du Défenseur des droits, du Contrôleur général des lieux de privation de liberté ou du médiateur national de l'énergie
Elles bénéficient généralement de relais dans les administrations intéressées ou de délégués à l'échelon déconcentré, comme ceux du Défenseur des droits.
Les modalités de leur saisie sont variables : elles peuvent être saisies directement par un particulier (CNIL et médiateur national de l'énergie), par des parlementaires (médiateur de la République), après une procédure juridictionnelle préalable (Commission d'accès aux documents administratifs) ou s'autosaisir (Autorité de la concurrence).
Le budget de la CNIL émarge au programme budgétaire du ministère de la Justice (programme 310 « Conduite et pilotage de la politique de la justice »)

### Domaines d'intervention
Le législateur les a multipliés, notamment dans les années 1970 et 1980. Elles sont aujourd’hui présentes dans de nombreux domaines, mais interviennent particulièrement dans :
- la régulation économique et financière ;
- l’information et la communication ;
- la défense des droits des administrés contre les erreurs de l'administration ;
- la protection des travailleurs, patients, public et environnement liés à l'utilisation du nucléaire[15].

## Autorités administratives indépendantes

### Liste des autorités administratives indépendantes françaises
Au 1er janvier 2025, il existe 16 autorités administratives indépendantes en France.
| Président                 | Sigle  | Nom |
| ------------------------- | ------ | --- |
| Pierre Monzani            | ACNUSA | Autorité de contrôle des nuisances aéroportuaires                                                      |
| Laure de La Raudière      | Arcep  | Autorité de régulation des communications électroniques, des postes et de la distribution de la presse |
| Benoît Cœuré              | AC     | Autorité de la concurrence                                                                             |
| Pierre-Marie Abadie       | ASNR   | Autorité de sûreté nucléaire et de radioprotection                                                     |
| Isabelle Falque-Pierrotin | ANJ    | Autorité nationale des jeux                                                                            |
| Gilles Hermitte           | Civen  | Comité d'indemnisation des victimes des essais nucléaires                                              |
| Bruno Lasserre            | Cada   | Commission d'accès aux documents administratifs                                                        |
| Gilles Andréani           | CSDN   | Commission du secret de la défense nationale                                                           |
| Dominique Simonnot        | CGLPL  | Contrôleur général des lieux de privation de liberté                                                   |
| Jean-Philippe Vachia      | CNCCFP | Commission nationale des comptes de campagne et des financements politiques                            |
| Vincent Mazauric          | CNCTR  | Commission nationale de contrôle des techniques de renseignement                                       |
| Marc Papinutti            | CNDP   | Commission nationale du débat public                                                                   |
| Marie-Laure Denis         | CNIL   | Commission nationale de l'informatique et des libertés                                                 |
| Emmanuelle Wargon         | CRE    | Commission de régulation de l'énergie                                                                  |
| Claire Hédon              | DDD    | Défenseur des droits                                                                                   |
| Jean Maïa                 | HATVP  | Haute Autorité pour la transparence de la vie publique                                                 |

### Organismes ayant perdu le statut
Les institutions suivantes ne sont plus considérées comme des AAI :
- Autorité de contrôle prudentiel et de résolution (ACPR), qualifiée d’AAI par la loi entre 2010 et 2017
- Comité consultatif national d'éthique (CCNE), qualité d’« autorité indépendante » entre 2004 et 2017
- Commission nationale consultative des droits de l'homme (CNCDH), Considérée par l'art. 1er de la loi no 2007-292 du 5 mars 2007 comme exerçant « sa mission en toute indépendance »
- Bureau central de tarification (BCT), qualifié d'AAI par Jacques Arrighi de Casanova dans ses conclusions sur CE, 19/01/98, SNC Grand Littoral, no 182447, non retenue par la loi de 2017
- Commission centrale permanente compétente en matière de bénéfices agricoles, considérée comme une AAI par l’étude du Conseil d’État de 2001, non retenue par la loi de 2017
- Commission de la sécurité des consommateurs (CSC), considérée comme une AAI par l’étude du Conseil d’État de 2001, non retenue par la loi de 2017
- Commission des infractions fiscales (CIF), considérée comme une AAI par l’étude du Conseil d’État de 2001, non retenue par la loi de 2017
- Commission des participations et des transferts (CPT), considérée comme une AAI par l’étude du Conseil d’État de 2001, non retenue par la loi de 2017
- Commission des sondages, considérée comme une AAI par l’étude du Conseil d’État de 2001, non retenue par la loi de 2017
- Commission nationale d'aménagement cinématographique, considérée comme une AAI par l’étude du Conseil d’État de 2001, non retenue par la loi de 2017
- Commission nationale d'aménagement commercial (CNAC), considérée comme une AAI par l’étude du Conseil d’État de 2001, non retenue par la loi de 2017
- Commission nationale de contrôle de la campagne électorale relative à l'élection du Président de la République (CNCCEP), considérée comme une AAI par l’étude du Conseil d’État de 2001, non retenue par la loi de 2017
- Commission paritaire des publications et des agences de presse (CPPAP), considérée comme une AAI par l’étude du Conseil d’État de 2001, non retenue par la loi de 2017
- Conseil supérieur de l'Agence France-Presse, considérée comme une AAI par l’étude du Conseil d’État de 2001, non retenue par la loi de 2017
- Médiateur du cinéma, considérée comme une AAI par l’étude du Conseil d’État de 2001, non retenue par la loi de 2017
- Autorité de régulation de la distribution de la presse, n'est plus considérée comme une AAI en vertu d'une ordonnance du 2 octobre 2019. La loi Bichet modifiée le 18 octobre 2019 a confié à l’Arcep la régulation de la distribution de la presse

L'Autorité de la concurrence de la Nouvelle-Calédonie est qualifiée d'autorité administrative indépendante par la loi du pays, mais n'est pas citée dans la loi de 2017.

## Autorités publiques indépendantes

### Différence avec les autorités administratives indépendantes
Une autorité publique indépendante dispose de la personnalité morale contrairement à l'autorité administrative indépendante. Cette personnalité morale lui accorde le droit d'ester en justice, de contracter, de disposer d'un budget propre, de déroger à l'obligation d'emploi de fonctionnaires et de recourir à du personnel de droit privé, etc.

### Liste des autorités publiques indépendantes françaises
Au 1er janvier 2025, les autorités publiques indépendantes françaises sont au nombre de huit.
| Président                | Sigle  | Nom                                                                         |
| ------------------------ | ------ | --------------------------------------------------------------------------- |
| Béatrice Bourgeois       | AFLD   | Agence française de lutte contre le dopage,                                 |
| Marie-Anne Barbat-Layani | AMF    | Autorité des marchés financiers,                                            |
| Roch-Olivier Maistre     | Arcom  | Autorité de régulation de la communication audiovisuelle et numérique       |
| Thierry Guimbaud         | ART    | Autorité de régulation des transports,                                      |
| Florence Peybernès       | H2A    | Haute autorité de l'audit,                                                  |
| Lionel Collet            | HAS    | Haute Autorité de santé,                                                    |
| Coralie Chevallier       | Hcéres | Haut Conseil de l'évaluation de la recherche et de l'enseignement supérieur |
| Olivier Challan Belval   | MNE    | Médiateur national de l'énergie,                                            |

### Organismes ayant perdu le statut
Liste des AAI ayant un temps été dotées de la personnalité morale :
- Autorité de contrôle des assurances et des mutuelles (ACAM) : créée sous la forme d'une autorité publique indépendante par la loi no 2003-706 du 1er août 2003 de sécurité financière[32]. Elle a été fusionnée en 2010 dans l'Autorité de contrôle prudentiel, qui n'a pas de personnalité morale[33] ;
- Commission de régulation de l'énergie (CRE) : dotée de la personnalité morale du 1er janvier au 14 juillet 2005[34].